# Жемчужины жизни
«Жемчужины жизни» (швед. Frälsarkransen, англ. Pearls of Life) —  чётки, предложенные шведским лютеранским епископом Мартином Лённебо. Состоят из 18 зёрен разных форм, размеров и материалов.
Автор чёток изобрёл их на основе греческих комболои в 1995 году. Сперва был создан эскиз и продуманы значения зёрен. После этого был изготовлен первый образец. «Жемчужины жизни» используются для размышлений и молитв.

## Зёрна
На схеме цифрами обозначены:
1. Бог
2. тишина (всего 6 продолговатых зёрен)
3. я
4. крещение
5. пустыня
6. жизнь
7. любовь (2 зерна)
8. тайна (3 зерна)
9. ночь
10. воскресение

Полный круг чёток из 18 зёрен символизирует жизненный путь.